# Bouton turbo
Pour les articles homonymes, voir Turbo.

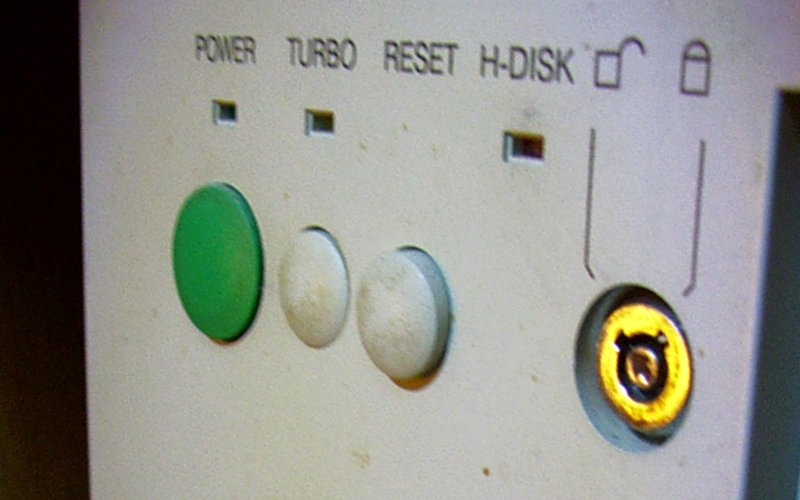
Boîtier PC comprenant un bouton Turbo.

Sur un PC, le bouton turbo permet de changer à la volée la fréquence du processeur, d'une cadence réduite à sa pleine puissance.
Le nom s'inspire du turbocompresseur qui permet dans les moteurs à combustion une augmentation de la puissance.

## Apparition
Le bouton était disponible sur la plupart des PC produits après l’apparition du processeur Intel 8088 cadencé à 4,77 MHz. Comme certains logiciels, dont les jeux vidéos, se basaient sur la cadence du processeur pour mesurer le temps, la sortie de puces cadencées à une fréquence plus élevée empêcha de les utiliser. Le bouton turbo a donc été ajouté, permettant de passer à la demande à une fréquence d’horloge du processeur égale à celle du 8088. Le nom turbo est donc trompeur, puisqu'en réalité il sert à diminuer les performances du processeur. Souvent, une DEL indicatrice permettait de savoir si le processeur était en mode rapide ou lent.
Peu après la fin de production des 8088, les développeurs cessèrent d’utiliser la cadence d'horloge comme chronomètre, rendant ainsi ce dispositif obsolète.

## Alternatives logicielles
Actuellement, les PC commercialisés n'ont pas de bouton turbo, mais certains dispositifs d’émulation, comme celui de DOSBox, permettent de simuler ses fonctionnalités.
Le contrôle des performances ACPI peut être apparenté à un mode turbo, bien que la configuration soit logicielle.
Il existe d'autres variantes pour ralentir volontairement les vitesses de traitements sur d'anciennes applications ou jeux. Toujours pour un souci de rapports à la fréquence du CPU : comme désactiver certains caches ou diviser les coefficients de fréquences du CPU. Par exemple avec le logiciel SetMul (i386 minimum requis).

## Sur un clavier
Certains claviers disposent également d'un bouton turbo, mais ils servent plus souvent à régler le taux de répétition des touches,.